# Kwintus Cecyliusz Metellus Nepos Młodszy
Quintus Caecilius Metellus Nepos członek wpływowego plebejskiego rodu rzymskiego Cecyliuszy. Urodzony przed 100 p.n.e., zmarł ok. 54 p.n.e. Historycy przez długi czas uważali, że był rodzonym synem Kwintusa Cecyliusza Metellusa Neposa Starszego, konsula 98 p.n.e.  T. P. Wiseman w swoim artykule wykazał, że Nepos Starszy nie miał rodzonych dzieci i żeby kontynuować najstarszą linię Cecyliuszy adoptował młodszego syna swojego brata stryjecznego, Celera trybuna ludu w 90 p.n.e. i Serwlii. W latach 67-63 p.n.e. był legatem Pompejusza, w 67 uczestniczył w walkach z piratami u wybrzeży Licii i Fenicji, w 65-64 p.n.e. prowadził działania zbrojne w Syrii, zdobywając między innymi Damaszek. Po powrocie do Rzymu został w 62 trybunem ludowym z zadaniem dbania o interesy Pompejusza. Poddał krytyce działania Cycerona w walce ze sprzysiężeniem Katyliny. Usiłował przeforsować wnioski oddające Pompejuszowi dowództwo w Italii w walce z Katylinrczykami i zezwalające Pompejuszowi starać się o konsulat pod nieobecność w Rzymie. Weto przeciwko tym wnioskom złożył jego kolega w urzędzie Marek Porcjusz Katon. Walka o te wnioski wywołała masowe rozruchy w Rzymie i w rezultacie Nepos zbiegł do Pompejusza. W 60 p.n.e. został pretorem, w 57 p.n.e. został konsulem razem z Korneliusze Lentulusem Spinterem. Byli autorami ustawy wyznaczającej Pompejusza kuratorem dostaw zboża do Italii. Napos zdecydował się poprzeć wniosek kolegi odwołujący Cycerona z wygnania. Pomógł Klodiuszowi w zdobyciu stanowiska edyla. W latach 56-55 p.n.e. zarządzał prowincją Hiszpania Bliższa. Brał udział w rozmowach triumwirów w Lukce.